# Shaksgam-Tal
Das Shaksgam-Tal, auch Schaksgam, ist ein zu China gehöriges, von Indien beanspruchtes Territorium. Es liegt in der umstrittenen Region Kaschmir auf der Nordostseite des Karakorum. Zum Gebiet des Shaksgam-Tales zählen der Oberlauf des Shaksgam-Flusses sowie einige Seitentäler, darunter das Tal des Sarpo-Laggo-Gletschers auf der Nordseite des K2.

## Politische Gliederung

Gebietsansprüche in Kaschmir:

Bis 1947 gehörte das Shaksgam-Tal zu Kaschmir. Nach dem Ende der britischen Kolonialherrschaft in Indien und der Gründung der beiden Nachfolgestaaten Indien und Pakistan kam es zum Streit um Kaschmir. Kaschmir wurde geteilt und das Shaksgam-Tal kam zu Pakistan. Es kam in der folgenden Zeit zu mehreren Kriegen um Kaschmir zwischen Indien und Pakistan. Pakistan versuchte dabei, die Volksrepublik China, die ebenfalls Ansprüche auf Teile Kaschmirs stellt, als Verbündeten zu gewinnen und war deswegen zu territorialen Zugeständnissen gegenüber China bereit. Im Rahmen des Trans-Karakoram Tract wurde 1963 der Grenzverlauf zwischen Pakistan und China verhandelt, die Staatsgrenze verläuft seitdem über die Wasserscheide von Indus (Indischer Ozean) und Tarimbecken; Das Shaksgam-Tal gehört damit vollständig zu chinesischem Staatsgebiet. Es liegt im Kreis Kargilik und im Tadschikischen Autonomen Kreis Taschkorgan im Bezirk Kaschgar des Uigurischen Autonomen Gebiets Xinjiang. Pakistan erhebt heute keine territorialen Ansprüche auf das Gebiet. Anders ist es bei Indien, das seine Ansprüche auf das gesamte Territorium des ehemaligen Kaschmir einschließlich des Shaksgam-Tals weiterhin aufrechterhält.

## Entdeckungs- und Erkundungsgeschichte

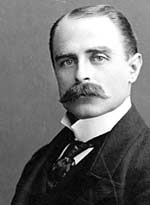
Francis Younghusband

Der erste Europäer, der das Shaksgam-Tal bereiste, war 1887 der britische Offizier Francis Younghusband. Er kam von Osten aus dem Tal des Yarkant über den 4780 m hohen Aghil-Pass. Indem er das Tal über das Seitental des Sarpo-Laggo-Gletschers und den Östlichen Muztagh-Pass verließ, war er ebenfalls der erste Europäer, der die Hauptkette des Karakorum von Nord nach Süd durchquerte. Zwei Jahre später kehrte Younghusband zurück, um den Oberlauf des Shaksgams zu erkunden. Ein vom Karakorum kommender Gletscher versperrte das Tal in voller Breite, gefolgt von einem weiteren, dahinter liegenden Gletscher, den Younghusband als Hauptquelle des Shaksgam-Flusses deutete. Die Wetterverhältnisse verhinderten ein weiteres Vordringen und damit die Entdeckung, dass die Quelle des Shaksgam-Flusses noch weiter entfernt lag.

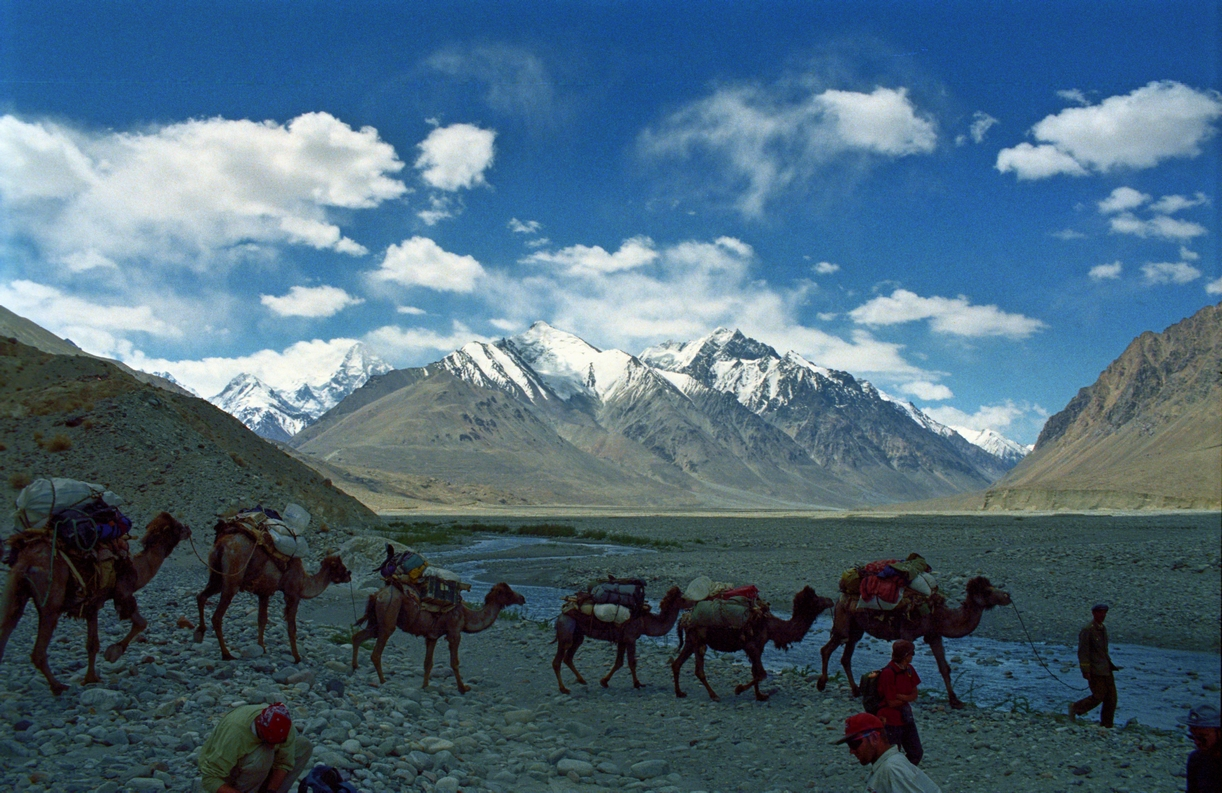
Kamelkarawane im Shaksgam-Tal. Links im Hintergrund der K2.

Der Versuch des Italieners Filippo de Filippi, der 1909 bereits mit dem Herzog der Abruzzen das Gebiet des Baltorogletschers auf der Südseite des K2 erkundet hatte, das Shaksgamtal 1912 zu erkunden, scheiterte am Hochwasser des Yarkant. Wie Filippi wollte auch der englische Major Kenneth Mason 1926 das Shaksgam-Tal vom Karakorum-Pass von Süden aus erreichen. Er plante, die Quelle des Shaksgam-Flusses zu suchen und dem Tal stromabwärts zu folgen. Der erste Teil des Vorhabens glückte, doch als mehrere Gletscher das Tal versperrten und umgangen werden mussten, gelangte Masons Expedition in ein ähnlich aussehendes Tal parallel nordöstlich zum Shaksgam-Tal. Als Mason den Fehler erkannte, war es zu spät, die Vorräte gingen zur Neige, es blieb nur der Rückmarsch. Dennoch war seine Erkundung in das unbekannte Tal, das er Zug Shaksgam („falscher Shaksgam“) taufte, nicht ohne Erfolg, denn er konnte die Achttausender der Gasherbrum-Gruppe über der Westseite des Shaksgamtals vermessen und kartografieren.